# Мюллер, Иоганн (историк)
Иоганн Мюллер (нем. Johannes von Müller; 3 января 1752, Шаффхаузен — 29 мая 1809, Кассель) — известный швейцарский историк.

## Биография
Состоял на службе у курфюрста майнцского, а после взятия Майнца французами в 1792 году отправился в Вену и поступил сначала в государственную тайную канцелярию, потом в имперскую библиотеку.
Когда, вследствие его нежелания переменить религию (он был протестантом), у него отнята была всякая надежда на повышение и даже запрещено печатать, хотя бы и за границей, продолжение его исторического труда, он в 1804 году покинул Вену и сделался историографом в Берлине, где ему поручено было написать историю Фридриха II.

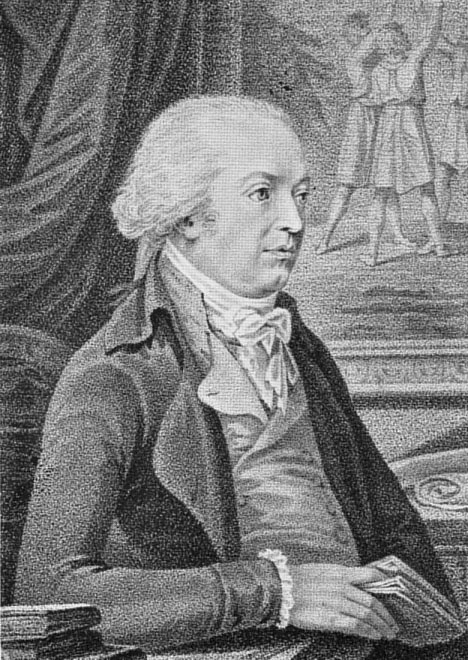
Иоганн Мюллер

После битвы при Йене Мюллер, под влиянием беседы, состоявшейся с Наполеоном в Берлине, перешёл на его сторону, изменив своим прежним политическим убеждениям. Он был назначен министром нового Вестфальского королевства, но вслед за тем, под видом повышения, перемещен главным директором учебного ведомства. Горько разочарованный, Мюллер скоро умер.
В Мюллере поражает редко встречающееся сочетание чрезвычайно упорного трудолюбия с творческой фантазией. Достоинства его «Schweizergeschichte» (в новой обработке «Geschichte der Schweiz. Eidgenossenschaft», т. 1 — 5, Лейпциг., 1786—1808) всеми признаны, хотя они и умаляются несколько недостатком критики, не везде одинаково сильными описаниями и шероховатым, отрывистым, подчас неясным и тяжеловатым изложением. Продолжением его труда и новыми изданиями занялись Роберт Глуц фон Блоцхайм, Иоганн Якоб Хоттингер, Вуллимин и Моннар (с т. 5 отд. 2 до т. 15, Цюрих,1816—1853). Из его лекций по всемирной истории, прочитанных в частном кругу в Женеве, составились его «24 Bücher allgemeiner Geschichte» (Тюбин., 1811). Государственные реформы Иосифа II побудили Мюллера издать «Reisen der Päpste» (аноним., Франкфурт-на-Майне, 1782), где духовенство изображено оплотом народов против произвола князей.
Другие его соч.: «Darstellung des Fürstenbundes» (Лейпциг, 1787), «Briefe zweier Domherrn» (Франкфурт, 1787) и «Erwartungen Deutschlands vom Furstenbunde» (аноним., там же, 1788). «Sammtliche Werke» M. (Тюбин., 1810—1819, и Штутгарт, 1831—1835) изданы братом Мюллера, Иоганном Георгом, а его «Briefe an seinen ältesten Freund in der Schweiz» (Цюрих, 1812) — И. Г. Фюсли.
Биографии Мюллера составили Ф. Геерен (Лейпциг, 1809), Вахлер (Марб., 1809; также «Biographische Aufsätze», Лейпциг, 1835), Вольтман (Берлин, 1810), Рот (Зульцб., 1811), Виндишман (Винтерт., 1811), Дёринг (Цейц, 1835). Переписка братьев И.-Георга Мюллера и Иоганна Мюллера, 1789—1809, изд. Гаугом (Фрауенф., 1891)